# Philodromus pentheri
Philodromus pentheri là một loài nhện trong họ Philodromidae.
Loài này thuộc chi Philodromus. Philodromus pentheri được miêu tả năm 2009 bởi Muster.